# Company B
Company B es un trío de música de baile electrónica del género Freestyle formado en 1986 por el productor cubano-americano Ish "Ángel" Ledesma (Foxy, Oxo), siguiendo la tendencia de la época de formaciones musicales femeninas.

## Historia
El primer single,"Fascinated", fue lanzado en 1986 y tuvo bastante repercusión en EE. UU. alcanzando el puesto número 21 en el "Billboard Hot 100", e incluso fue incorporado en España en el recopilatorio Max Mix 5 (2ª Parte).
En 1989 publicaron nuevos temas ya con fuerte influencia house como "You Stole My Heart", "Gotta Dance", y un cover de la canción de las Andrews Sisters, "Boogie Woogie Bugle Boy", (canción que sirvió de inspiración del nombre del grupo), pero ya no volverían a alcanzar el mismo éxito que en su debut.

## Discografía

### Álbumes
- Company B (album) (1987), U.S. #143[1]
- Gotta Dance (1989)
- 3 (1996)
- Jam On Me (1996)
- Irresistible (1998)

### Singles
- "Fascinated" (1986)
- "Jam on Me" (1986)
- "Fascinated" (1987) (#1 U.S. Dance, #21 U.S. Hot 100, #23 Netherlands, #89 UK)[2]
- "Full Circle" (1987) (#5 U.S. Dance)
- "Perfect Lover" (1988) (#12 U.S. Dance)
- "Signed in Your Book of Love" (1988) (#9 U.S. Dance)
- "You Stole My Heart" (1989)
- "Boogie Woogie Bugle Boy" (1989)
- "Goddess Of Love" (1990)
- "Soldier Boy" (2009)